# Anadia rhombifera
Anadia rhombifera — вид ящірок родини гімнофтальмових (Gymnophthalmidae). Ендемік Колумбії.

## Поширення і екологія
Anadia rhombifera мешкають в горах Центрального і Східного хребта Колумбійських Анд та в Еквадорських Андах. Вони живуть у вологих гірських і хмарних тропічних лісах, в заростях бромелієвих, на висоті від 500 до 1923 м над рівнем моря.